# Андреански, Габор
Габор Андреански (венг. Andreánszky Gábor; 1 августа 1895 — 20 ноября 1967) — венгерский ботаник, палеоботаник, член-корреспондент Венгерской Академии наук с 1945 года.
В 1929 году получил профессорское звание и должность главного ботаника Венгерского национального музея (ныне Венгерский музей естественной истории). В 1945 году Габор Андреанский возглавил кафедру ботаники в Будапештском университете. На этой должности он проработал до 1952 года, когда был уволен по идеологическим причинам. Вероятно, коммунистический режим, установившийся в Венгрии в то время, не устраивало его благородное происхождение — профессор был сыном известного венгерского политика барона Габора Андреанского.

## Научная деятельность
Научная деятельность была сосредоточена в области флористики те фитогеографии. Изучал флору Средиземноморья, совершил экспедиции на Сардинию, Сицилию, Апеннинский и Балканский полуострова, в Алжир, Марокко, Тунис, Мавританию, а также в Альпы, Карпаты. Габор Андреанский первый начал изучение флоры кайнозойской эры, в частности миоценового периода.

## Основные труды
- Plantae ia Africa Boreali lectae II—III. Pécs: Dunántúl. 1937—1941.
- Az éghajlat megváltozásának hatása a növényzetre. Budapest: Stephaneum. 1939.
- Adatok Tunisz és Kelet-Algéria növényföldrajzához. Budapest: Bethlen Gábor. 1939.
- Száras növények. Budapest: Egyetemi ny. 1941.
- A növények elterjedése. Budapest: Egyetemi ny. 1941.
- A Földközi-tengervidék növényzetének biológiai spektrumáról. Budapest: Szent István Akadémia. 1941.
- Ősnövénytan. Будапешт: Akadémiai. 1954.
- Die Flora der sarmatischen Stufe in Ungarn: Die paläoökologischen und zönologischen Beziehungen ihrer Entwicklungsgeschichte. Будапешт: Akadémiai. 1959.
- Contributions à la connaissance de la flore de l’oligocène inférieur de la Hongrie et un essai sur la reconstitution de la végétation contemporaine. Будапешт: Akadémiai. 1959.
- On the Upper Oligocene of Hungary: Analysis of the site at the Wind Brickyard, Eger. Будапешт: Akadémiai. 1966.